# Nestlé-Boykott
In den Vereinigten Staaten wurde am 4. Juli 1977 ein Boykott gegen das Nestlé-Unternehmen eingeleitet. Der Boykott dehnte sich Anfang der 1980er Jahre auf Europa aus und wurde durch die Besorgnis über Nestlés „aggressive Vermarktung“ von Muttermilchersatzstoffen ausgelöst, insbesondere in unterentwickelten Ländern. Der Boykott wurde aufgrund der Geschäftspraktiken von Nestlé und anderen Ersatzherstellern, die vom International Baby Food Action Network (IBFAN) überwacht werden, aufgehoben und erneuert. Die Organisatoren des Boykotts geben an, dass Ersatz für Muttermilch die Gesundheit von Säuglingen beeinträchtigt. Ab 2013 wurde der Nestlé-Boykott vom Internationalen Nestlé-Boykott-Komitee koordiniert, dessen Sekretariat die britische Gruppe Baby Milk Action war.

## Kontroverse um Babymilch
Gruppen wie das International Baby Food Action Network (IBFAN) und Save the Children argumentieren, dass die Förderung der Säuglingsnahrung über das Stillen in weniger wirtschaftlich entwickelten Ländern zu Gesundheitsproblemen und Todesfällen bei Säuglingen geführt hat. Es gibt drei Problemfelder, die auftreten können, wenn arme Mütter in Entwicklungsländern auf Muttermilchersatz umsteigen, sowie eine Liste von Vorteilen der Muttermilch:
- Hygiene:
  - Der Muttermilchersatz muss mit Wasser gemischt werden, das in armen Ländern oft unrein oder nicht trinkbar ist und bei gefährdeten Säuglingen zu Krankheiten führt.[7] Aufgrund der geringen Alphabetisierungsrate in Entwicklungsländern sind sich viele Mütter der Hygienemethoden bei der Herstellung von Flaschen nicht bewusst. Selbst Mütter, die in ihrer Muttersprache lesen können, können möglicherweise nicht die Sprache lesen, in der die Sterilisationsanweisungen geschrieben sind.
  - Obwohl einige Mütter die erforderlichen Hygienestandards verstehen können, verfügen sie häufig nicht über die Mittel, um diese durchzuführen: Kraftstoff zum Kochen von Wasser, elektrisches (oder anderes zuverlässiges) Licht, um die Sterilisation nachts zu ermöglichen. UNICEF schätzt, dass ein mit Muttermilchersatz gefüttertes Kind, das unter krankheitsbedingten und unhygienischen Bedingungen lebt, zwischen 6 und 25 Mal häufiger an Durchfall und viermal häufiger an Lungenentzündung stirbt als ein gestilltes Kind.[8]
- Nährwert:
  - Viele arme Mütter verwenden weniger Muttermilchersatzpulver als erforderlich, damit ein Behälter mit dem Pulver länger hält. Infolgedessen erhalten einige Säuglinge aufgrund schwacher Lösungen eine unzureichende Ernährung.[9]
  - Muttermilch hat viele natürliche Vorteile, die in Muttermilchersatz fehlen. Nährstoffe und Antikörper werden an das Baby weitergegeben, während Hormone in den Körper der Mutter freigesetzt werden.[10] Gestillte Babys sind in unterschiedlichem Maße vor einer Reihe von Krankheiten geschützt, darunter Durchfall, bakterielle Meningitis, Gastroenteritis, Ohrenentzündung und Atemwegsinfektion.[11][12][13] Muttermilch enthält die richtige Menge der Nährstoffe, die für die Entwicklung der Neuronen (Gehirn und Nerven) wichtig sind.[14] Die Bindung zwischen Baby und Mutter kann während des Stillens gestärkt werden.[12] Häufiges und ausschließliches Stillen kann auch die Rückkehr der Fruchtbarkeit verzögern, was Frauen in Entwicklungsländern helfen kann, ihre Geburten zu planen.[15] Die Weltgesundheitsorganisation empfiehlt, dass Babys in den meisten Fällen in den ersten sechs Monaten ausschließlich gestillt und dann zusätzlich zum Stillen bis zu zwei Jahre oder länger zusätzlich mit Nahrungsmitteln versorgt werden.[16]
- Milchversorgung erhalten:
  - Die Praxis, sich auf Entbindungsstationen auf kostenlosen Muttermilchersatz zu verlassen, bedeutet häufig, dass die Mutter die Fähigkeit verliert, ihre eigene Milch herzustellen, und Muttermilchersatz kaufen muss (wie im folgenden Absatz angegeben).

Interessengruppen und Wohltätigkeitsorganisationen haben Nestlé unethische Methoden zur Förderung der Säuglingsnahrung gegenüber Muttermilch bei armen Müttern in Entwicklungsländern vorgeworfen. Zum Beispiel behauptet IBFAN, dass Nestlé kostenlose Muttermilchersatzproben an Krankenhäuser und Entbindungsstationen verteilt; Nach dem Verlassen des Krankenhauses ist der Muttermilchersatz nicht mehr kostenlos, aber da die Ergänzung die Laktation beeinträchtigt hat, muss die Familie den Muttermilchersatz weiterhin kaufen. IBFAN behauptet auch, dass Nestlé "humanitäre Hilfe" zur Schaffung von Märkten einsetzt, seine Produkte nicht in einer Sprache kennzeichnet, die den Ländern entspricht, in denen sie verkauft werden, und Geschenke und Sponsoring anbietet, um das Gesundheitspersonal bei der Werbung für seine Produkte zu beeinflussen. Nestlé bestreitet diese Vorwürfe.

## Geschichte
Die Marketingstrategie von Nestlé wurde erstmals 1973 in der Zeitschrift New Internationalist und 1974 in einer Broschüre namens The Baby Killer beschrieben, die von der britischen NGO War On Want veröffentlicht wurde. Nestlé versuchte, den Herausgeber einer deutschsprachigen Übersetzung (Nestlé tötet Babies), die Arbeitsgruppe Dritte Welt Bern, wegen Verleumdung zu verklagen. Nach einer zweijährigen Gerichtsverhandlung entschied das Gericht zugunsten von Nestlé, weil sie „strafrechtlich“ nicht für die Todesfälle von Säuglingen verantwortlich gemacht werden konnten. Da die Angeklagten nur mit einer Geldstrafe von 300 Schweizer Franken (etwas mehr als 400 US-Dollar, inflationsbereinigt) belegt wurden und Richter Jürg Sollberger erklärte, Nestlé müsse „seine Werbemethoden grundlegend ändern“, erklärte die Time dies zu einem „moralischen Sieg“ für die angeklagte Arbeitsgruppe Dritte Welt. Dies führte zu ähnlichen gerichtlichen Anfechtungen gegen andere Milchunternehmen in den USA, die von den römisch-katholischen Missionsschwestern vom Kostbaren Blut in Zusammenarbeit mit dem Interreligiösen Zentrum für Unternehmensverantwortung angeführt wurden.
Die weit verbreitete Öffentlichkeitsarbeit führte dazu, dass die Infant Formula Action Coalition (INFACT) den Boykott in Minneapolis, USA, auslöste. Dieser Boykott breitete sich bald auf Australien, Kanada, Neuseeland und Europa aus. Im Mai 1978 hielt der US-Senat eine öffentliche Anhörung zur Förderung von Muttermilchersatzprodukten in Entwicklungsländern ab und schloss sich den Forderungen nach einem Marketingkodex an. 1979 veranstalteten die Weltgesundheitsorganisation und UNICEF ein internationales Treffen, bei dem die Entwicklung eines internationalen Marketingkodex sowie Maßnahmen an anderen Fronten zur Verbesserung der Ernährungspraktiken von Säuglingen und Frühgeborenen gefordert wurden. Das International Baby Food Action Network (IBFAN) wurde bei diesem Treffen von sechs Kampagnengruppen gebildet.
1981 verabschiedete die 34. Weltgesundheitsversammlung (WHA) die Resolution WHA34.22, die den Internationalen Kodex für die Vermarktung von Muttermilchersatzprodukten enthält. Der Kodex gilt für Säuglingsnahrung und andere Milchprodukte, Lebensmittel und Getränke, wenn diese vermarktet oder anderweitig als teilweiser oder vollständiger Ersatz von Muttermilch geeignet dargestellt werden. Es verbietet die Förderung von Muttermilchersatzprodukten und gibt den Gesundheitspersonal die Verantwortung für die Beratung der Eltern. Es beschränkt produzierende Unternehmen auf die Bereitstellung wissenschaftlicher und sachlicher Informationen für Gesundheitspersonal und legt Kennzeichnungsanforderungen fest.
1984 trafen sich die Boykottkoordinatoren mit Nestlé, das sich bereit erklärte, den Kodex umzusetzen, und der Boykott wurde offiziell ausgesetzt. 1988 gab IBFAN an, dass Muttermilchersatzunternehmen Gesundheitseinrichtungen in Entwicklungsländern mit kostenlosen und kostengünstigen Lieferungen überfluteten, und der Boykott wurde im folgenden Jahr wiederbelebt.
Im Mai 1999 erließ die britische Advertising Standards Authority (ASA) eine Entscheidung gegen Nestlé. Nestlé behauptete in einer Anti-Boykott-Werbung, dass es Säuglingsnahrung "ethisch und verantwortungsbewusst" vermarktet. Die ASA stellte fest, dass Nestlé diese oder andere Behauptungen angesichts der von der Kampagnengruppe Baby Milk Action vorgelegten Beweise nicht unterstützen konnte.
Im November 2000 forderte das Europäische Parlament IBFAN, UNICEF und Nestlé auf, vor einer öffentlichen Anhörung vor dem Ausschuss für Entwicklung und Zusammenarbeit Beweise vorzulegen. Die pakistanische IBFAN-Gruppe legte Beweise vor, und der UNICEF-Rechtsbeauftragte äußerte sich zu Nestlés Versäumnis, seine Politik mit den Resolutionen der Weltgesundheitsversammlung in Einklang zu bringen. Nestlé lehnte eine Einladung zur Teilnahme ab und machte Planungskonflikte geltend, obwohl es einen Vertreter der Wirtschaftsprüfungsgesellschaft entsandte, die es beauftragt hatte, einen Bericht über seine Tätigkeit in Pakistan zu erstellen.

## Aktueller Status
Ab 2013 wird der Nestlé-Boykott vom Internationalen Nestlé-Boykott-Komitee koordiniert, dessen Sekretariat die britische Gruppe Baby Milk Action ist. Die Geschäftspraktiken des Unternehmens werden vom International Baby Food Action Network (IBFAN) überwacht, das aus mehr als 200 Gruppen in über 100 Ländern besteht.
Neben dem Boykott setzen sich Aktivisten für die Umsetzung des Kodex und der Resolutionen in die Gesetzgebung ein und behaupten, dass 60 Länder inzwischen Gesetze eingeführt haben, die die meisten oder alle Bestimmungen umsetzen.
Einige Universitäten, Hochschulen und Schulen haben den Verkauf von Nestlé-Produkten aus ihren Geschäften und Verkaufsautomaten in der Zeit seit den Enthüllungen verboten. Im Vereinigten Königreich unterstützen 73 Studentengewerkschaften, 102 Unternehmen, 30 Glaubensgemeinschaften, 20 Gesundheitsgruppen, 33 Verbrauchergruppen, 18 Kommunalbehörden, 12 Gewerkschaften, Bildungsgruppen, 31 Abgeordnete und viele Prominente den Nestlé-Boykott.
Nestlé behauptet, dass es dem internationalen Kodex vollständig entspricht. Laut Peter Brabeck-Letmathe, CEO von Nestlé, „führen wir auch jährliche Audits zur Einhaltung des WHO-Kodex mit einer Stichprobe von Nestlé-Unternehmen durch und untersuchen alle begründeten Behauptungen derjenigen, die glauben, dass wir gegen den Kodex verstoßen haben … Wenn wir feststellen Da der Kodex absichtlich verletzt wurde, ergreifen wir Disziplinarmaßnahmen.“ Das Unternehmen behauptet, dass viele der Anschuldigungen unbegründet, veraltet oder von IBFANs eigener nicht standardmäßiger Auslegung des Kodex verwendet werden.
Im Mai 2011 wurde die Debatte über Nestlés unethische Vermarktung von Säuglingsnahrung im asiatisch-pazifischen Raum wieder aufgenommen. Neunzehn führende internationale NGOs mit Sitz in Laos, darunter Save the Children, Oxfam, CARE International, Plan International und World Vision, haben einen Boykott von Nestlé gestartet und einen offenen Brief an das Unternehmen geschrieben. Unter anderen unethischen Praktiken kritisierten die NGOs das Fehlen einer Kennzeichnung in Laos und die Bereitstellung von Anreizen für Ärzte und Krankenschwestern, die Verwendung von Säuglingsnahrung zu fördern. Eine unabhängige Prüfung der Marketingpraktiken von Nestlé in Laos wurde von Nestlé in Auftrag gegeben und Ende 2011 von Bureau Veritas durchgeführt. Die Prüfung ergab, dass "die Anforderungen des WHO-Kodex und des PDR-Dekrets von Laos im gesamten Unternehmen gut verankert sind", aber "werblich" Materialien in 4 % der besuchten Einzelhandelsgeschäfte "verstießen entweder gegen das PDR-Dekret von Laos oder gegen den WHO-Kodex.

## In den Medien
Eine Episode der 1999 vom britischen Sender Channel 4 produzierten TV-Show The Mark Thomas Comedy Product untersuchte den Boykott und die Praktiken von Nestlé in Bezug auf Babymilch. Mark Thomas versuchte, Beweise für Ansprüche gegen Nestlé zu finden und mit den Leitern des Unternehmens zu sprechen. In einem Teil der Show erhielt er "eine Dose Babymilch aus Mosambik. Alle Anweisungen sind in Englisch. 33 Sprachen und Dialekte sind in Mosambik anerkannt. Portugiesisch ist die offizielle Sprache. Allerdings können nur etwa 30 % der Bevölkerung sie sprechen.
Im Jahr 2001 forderten der Komiker Robert Newman und die Schauspielerin Emma Thompson einen Boykott des Perrier Comedy Award, da Perrier im Besitz von Nestlé ist. Ein alternativer Wettbewerb namens Tap Water Awards wurde im folgenden Jahr ausgeschrieben.
Im Jahr 2002 zogen sich die Autoren Germaine Greer und Jim Crace aus Protest gegen Nestlés Sponsoring der Veranstaltung vom Hay Festival zurück.
In einem Artikel aus dem Jahr 2007 in The Guardian wurden aggressive Marketingpraktiken von Nestlé in Bangladesch hervorgehoben.
Der Film Tigers aus dem Jahr 2014 basiert auf der Kontroverse um die Säuglingsnahrung von Pakistan Nestle aus dem Jahr 1977.

## Der Boykott in Kanada 2016
Der Council of Canadians, eine soziale Aktionsorganisation, startete im September 2016 einen Boykott als Reaktion darauf, dass das Unternehmen eine Kleinstadt überboten hatte, um eine langfristige Wasserversorgung durch einen lokalen Brunnen sicherzustellen, und betonte die Notwendigkeit einer Reform der Flaschenwasserindustrie, da das Land Dürre und Erschöpfung der Grundwasserreserven bekämpft.